# Osmar Loss
Osmar Loss, właśc. Osmar Loss Vieira (ur. 3 lipca 1975 w Passo Fundo) – brazylijski piłkarz, grający na pozycji bramkarza, trener piłkarski.

## Kariera trenerska
Karierę szkoleniowca rozpoczął w 1994 roku. W latach 1994–2006 trenował drużynę młodzieżową SC Internacional. Od 2006 roku trenował Internacional B. Od 23 grudnia 2009 do 16 sierpnia 2010 prowadził EC Juventude. Później pracował z drużynami juniorskimi, w tym Fluminense FC. Od 18 lipca 2011 do 12 sierpnia 2011 roku prowadził tymczasowo Internacional pomiędzy 11 a 16 kolejką. Później znów pracował z Internacional B, a 20 listopada 2012 roku ponownie został powołany na stanowisko tymczasowego trenera Internacional i został zwolniony 12 grudnia 2012. Później znów pracował z Internacional B. Od września 2013 trenował Corinthians Paulista B

## Sukcesy i odznaczenia

### Sukcesy trenerskie
Internacional
- mistrz Campeonato Brasileiro Sub-20: 2013